# Ciclismo nos Jogos Olímpicos de Verão de 1952
O ciclismo nos Jogos Olímpicos de Verão de 1952 foi realizado em Helsinque, na Finlândia, com dois eventos de estrada e quatro de pista, todos masculinos.

## Eventos do ciclismo
Masculino: Estrada individual | Equipes contra o relógio | 1 km contra o relógio | Velocidade | Tandem | Perseguição por equipes

## Estrada individual masculino
| Pos. | País                     | Atletas            | Tempo     |
| ---- | ------------------------ | ------------------ | --------- |
|      | Bélgica (BEL)            | André Noyelle      | 5:06:03.6 |
|      | Bélgica (BEL)            | Robert Grondelaers | 5:06:51.2 |
|      | Alemanha Ocidental (FRG) | Edi Ziegler        | 5:07:47.5 |

## Equipes contra o relógio masculino
| Pos. | País          | Atletas                                        | Tempo      |
| ---- | ------------- | ---------------------------------------------- | ---------- |
|      | Bélgica (BEL) | Robert Grondelaers André Noyelle Lucien Victor | 15:20:46.6 |
|      | Itália (ITA)  | Dino Bruni Gianni Ghidini Vincenzo Zucconelli  | 15:33:27.3 |
|      | França (FRA)  | Jacques Anquetil Claude Rouer Alfred Tonello   | 15:38:58.1 |

## 1 km contra o relógio masculino
| Pos. | País                | Atletas           | Tempo       |
| ---- | ------------------- | ----------------- | ----------- |
|      | Austrália (AUS)     | Russell Mockridge | 1:11.1 (RO) |
|      | Itália (ITA)        | Marino Morettini  | 1:12.7      |
|      | África do Sul (RSA) | Raymond Robinson  | 1:13.0      |

## Velocidade individual masculino
| Pos. | País                     | Atletas            | Tempo |
| ---- | ------------------------ | ------------------ | ----- |
|      | Itália (ITA)             | Enzo Sacchi        | 12.0  |
|      | Austrália (AUS)          | Lionel Cox         | -     |
|      | Alemanha Ocidental (FRG) | Werner Potzernheim | -     |

## Tandem masculino
| Pos. | País                | Atletas                           |
| ---- | ------------------- | --------------------------------- |
|      | Austrália (AUS)     | Lionel Cox Russell Mockridge      |
|      | África do Sul (RSA) | Raymond Robinson Thomas Shardelow |
|      | Itália (ITA)        | Antonio Maspes Cesare Pinarello   |

## Perseguição por equipes masculino
| Pos. | País                | Atletas                                                    | Tempo  |
| ---- | ------------------- | ---------------------------------------------------------- | ------ |
|      | Itália (ITA)        | Marino Morettini Loris Campana Mino de Rossi Guido Messina | 4:46.1 |
|      | África do Sul (RSA) | Alfred Swift George Estman Robert Fowler Thomas Shardelow  | 4:53.6 |
|      | Grã-Bretanha (GBR)  | Ronald Stretton Donald Burgess George Newberry Alan Newton | 4:51.5 |

## Quadro de medalhas do ciclismo
| Ordem | País                   | Medalha de ouro | Medalha de prata | Medalha de bronze | Total |
| ----- | ---------------------- | --------------- | ---------------- | ----------------- | ----- |
| 1     | ITA Itália             | 2               | 2                | 1                 | 5     |
| 2     | AUS Austrália          | 2               | 1                | 0                 | 3     |
| 2     | BEL Bélgica            | 2               | 1                | 0                 | 3     |
| 4     | RSA África do Sul      | 0               | 2                | 1                 | 3     |
| 5     | FRG Alemanha Ocidental | 0               | 0                | 2                 | 2     |
| 6     | FRA França             | 0               | 0                | 1                 | 1     |
| 6     | GBR Grã-Bretanha       | 0               | 0                | 1                 | 1     |